# توره دل بیرزو

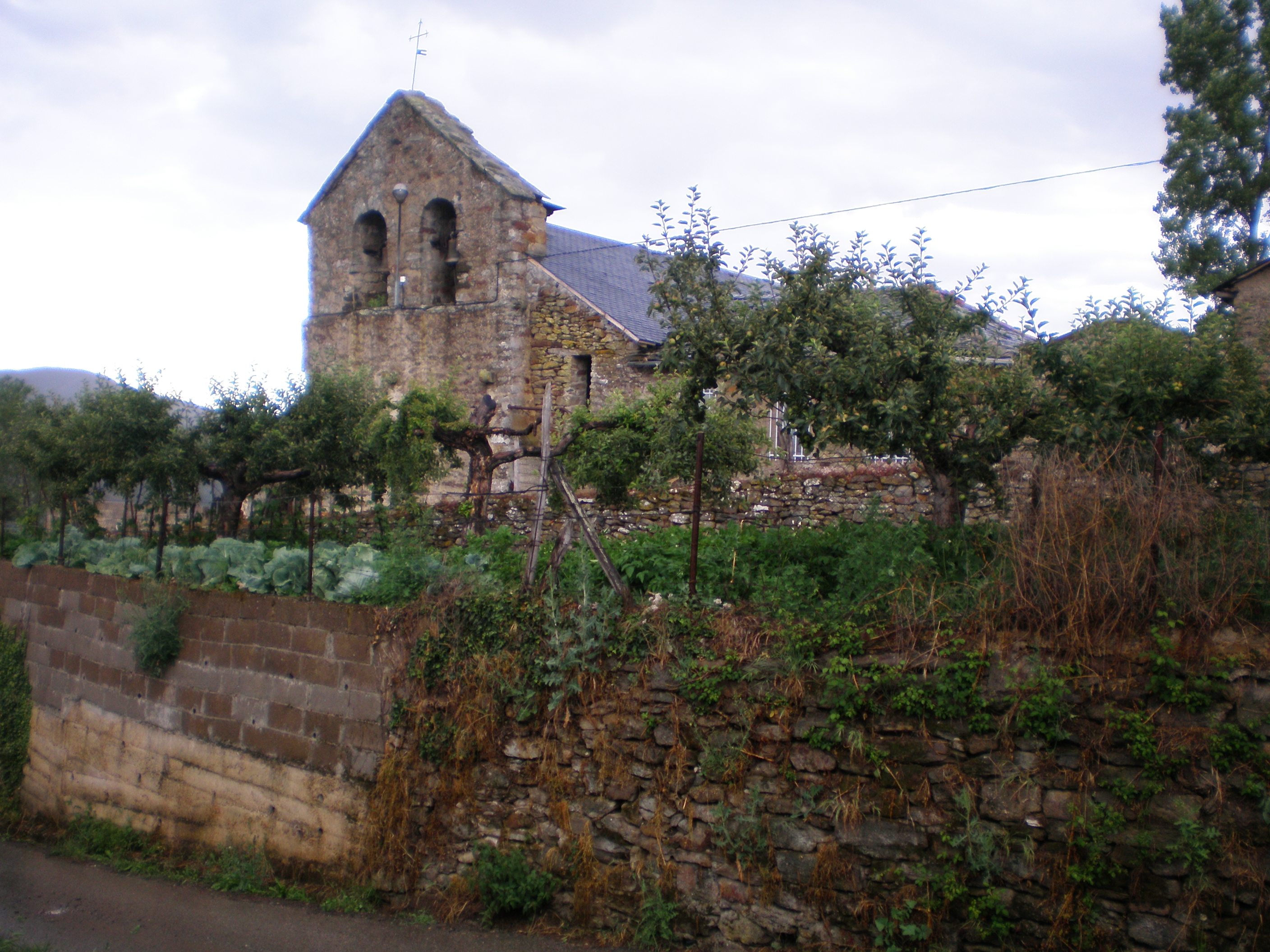
توره دل بیرزو روستایی در اسپانیا واقع در استان لئون

توره دل بیرزو (به اسپانیایی: Torre del Bierzo) یکی از دهستان‌های اسپانیا است که در استان لئون، اسپانیا واقع شده‌است.

## خصوصیات
توره دل بیرزو ۱۱۹ کیلومترمربع مساحت و ۲٬۷۳۶ نفر جمعیت دارد.